# Facundo Batista
Facundo Agustín Batista Ochoa (Montevideo, Uruguay; 16 de enero de 1999) es un futbolista uruguayo que juega de delantero y su equipo actual es Atlético Nacional.

## Trayectoria
Batista realizó sus inferiores en Danubio y Defensor Sporting, hasta que en 2018 se unió al FC Chiasso de la Challenge League suiza.
En su etapa en el club, fue cedido al Ponte Preta, al Académico de Viseu y al Deportivo Maldonado.
El 17 de septiembre de 2021, Batista fichó en el Club Necaxa de la Liga MX de México.

## Selección nacional
Fue internacional juvenil por Uruguay.

## Estadísticas
Actualizado al último partido disputado el 14 de agosto de 2024.
| Club                          | Div.          | Temporada     | Liga  | Liga  | Copas nacionales | Copas nacionales | Copas internacionales | Copas internacionales | Total | Total |
| Club                          | Div.          | Temporada     | Part. | Goles | Part.            | Goles            | Part.                 | Goles                 | Part. | Goles |
| ----------------------------- | ------------- | ------------- | ----- | ----- | ---------------- | ---------------- | --------------------- | --------------------- | ----- | ----- |
| Chiasso · Suiza               | 2.ª           | 2018-19       | 9     | 2     | 2                | 0                | —                     | —                     | 11    | 2     |
| Chiasso · Suiza               | Total club    | Total club    | 9     | 2     | 2                | 0                | 0                     | 0                     | 11    | 2     |
| Ponte Preta · Brasil          | 2.ª           | 2019          | 4     | 0     | —                | —                | —                     | —                     | 4     | 0     |
| Ponte Preta · Brasil          | Total club    | Total club    | 4     | 0     | 0                | 0                | 0                     | 0                     | 4     | 0     |
| Academico Viseu Portugal      | 2.ª           | 2019-20       | 5     | 1     | 1                | 0                | —                     | —                     | 6     | 1     |
| Academico Viseu Portugal      | Total club    | Total club    | 5     | 1     | 1                | 0                | 0                     | 0                     | 6     | 1     |
| Deportivo Maldonado · Uruguay | 1.ª           | 2020          | 33    | 14    | —                | —                | —                     | —                     | 33    | 14    |
| Deportivo Maldonado · Uruguay | 1.ª           | 2021          | 7     | 2     | —                | —                | —                     | —                     | 7     | 2     |
| Deportivo Maldonado · Uruguay | Total club    | Total club    | 40    | 16    | 0                | 0                | 0                     | 0                     | 40    | 16    |
| Necaxa · México               | 1.ª           | 2021-22       | 18    | 1     | —                | —                | —                     | —                     | 18    | 1     |
| Necaxa · México               | 1.ª           | 2022-23       | 29    | 9     | —                | —                | —                     | —                     | 29    | 9     |
| Necaxa · México               | 1.ª           | 2023-24       | 15    | 4     | —                | —                | 2                     | 0                     | 17    | 4     |
| Necaxa · México               | Total club    | Total club    | 62    | 14    | 0                | 0                | 2                     | 0                     | 64    | 12    |
| Peñarol · Uruguay             | 1.ª           | 2024          | 18    | 5     | -                | -                | 5                     | 2                     | 23    | 7     |
| Peñarol · Uruguay             | Total club    | Total club    | 4     | 1     | 0                | 0                | 1                     | 1                     | 23    | 7     |
| Total carrera                 | Total carrera | Total carrera | 124   | 34    | 3                | 0                | 3                     | 1                     | 130   | 38    |

### Hat-tricks
| 1 | 13 de marzo de 2021     | Luis Tróccoli, Montevideo               | Cerro - Deportivo Maldonado |  | 2 - 3 | Torneo Clausura 2020 |
| 2 | 22 de setiembre de 2024 | Parque Alfredo Víctor Viera, Montevideo | Cerro - Peñarol             |  | 0 - 5 | Torneo Clausura 2024 |

## Palmarés

### Títulos nacionales
| Título              | Club    | País    | Año  |
| ------------------- | ------- | ------- | ---- |
| Torneo Clausura     | Peñarol | Uruguay | 2024 |
| Campeonato Uruguayo | Peñarol | Uruguay | 2024 |

### Distinciones individuales
| Distinción                                         | Año  |
| -------------------------------------------------- | ---- |
| Primera División de Uruguay: Jugador joven del año | 2020 |
| Primera División de Uruguay: Once ideal            | 2020 |